# Alois Lindenbauer
Alois Lindenbauer (* 1947 in Weyer) ist ein österreichischer Bildhauer.

## Leben und Wirken
Lindenbauer besuchte die Bundesfachschule für Holz- und Steinbildhauerei in Hallstatt. Er arbeitete mit dem italienischen Architekten Lucio de Paulis aus L’Aquila zusammen. 
Lindenbauer ist seit 1999 Mitglied der Künstlervereinigung MAERZ und gehört auch der Berufsvereinigung Bildender Künstler Oberösterreichs und dem Kunstverein Amstetten an. Er unterrichtete an der Internationalen Sommerakademie für Bildende Kunst in Salzburg.
Seine Arbeiten basieren auf einem gründlichen Studium von Steinbauten megalithischer Kulturen im Mittelmeerraum, Schweden und Japan und auf der aufmerksamen Beobachtung der Naturräume. Neben dem Werkstoff Holz spielt auch Stein eine Rolle. Langsame, sanfte Bewegungen in seinen Werken entstehen durch Sickern, Tropfen und Aushöhlen. Lindenbauer nahm an mehreren internationalen Kunst/Naturprojekten teil.

## Werke (Auswahl)
- Innenhofgestaltung der Hauptschule in Edlitz, 1987 bis 1990
- Marktplatzbrunnen von Edlitz, 1991 bis 1993
- Steinskulptur vor der Evangelischen Pfarrkirche in Krems an der Donau, 1995 bis 1997
- Altarraumgestaltung und Taufstelle für die Pfarrkirche Weyer an der Enns Hl. Johannes Evangelist

## Ausstellungen (Auswahl)
Lindenbauer präsentiert seine Werke seit 1988 im Rahmen von Einzel- und Gemeinschaftsausstellungen überwiegend in Österreich.
- 1989 Alois Lindenbauer. Stein, Holz, Reserve. Niederösterreichisches Dokumentationszentrum für moderne Kunst
- 1999 Mit H.M. Jaritz, K. Vassilieva, A. Lindenbauer, CH. Hoffmann, J. Pausch, A. Pichler. Galerie März
- 1999 Überzeugendes Signal. Galerie März
- 2000 Schöpfungszeiten. Wie was zustande kommt. Landesgalerie Linz
- 2004 Vom Wasser bedeckt III., Oberösterreichischer Kunstverein, 2004
- 2013 Wegmarken. Maerz 1952–2002. Architekturforum Oberösterreich
- 2022 Nahrung. Natur. Prevenhuberhaus[3]

## Auszeichnungen
Lindenbauer nahm Staats- und Arbeitsstipendien des Bundesministeriums für Unterricht und Kunst in Anspruch. Er wurde mit mehreren Förderungspreisen ausgezeichnet.